# 18823 Захозер
18823 Захозер (18823 Zachozer) — астероїд головного поясу, відкритий 14 липня 1999 року.
Тіссеранів параметр щодо Юпітера — 3,499.